# 公爵宮 (曼托瓦)

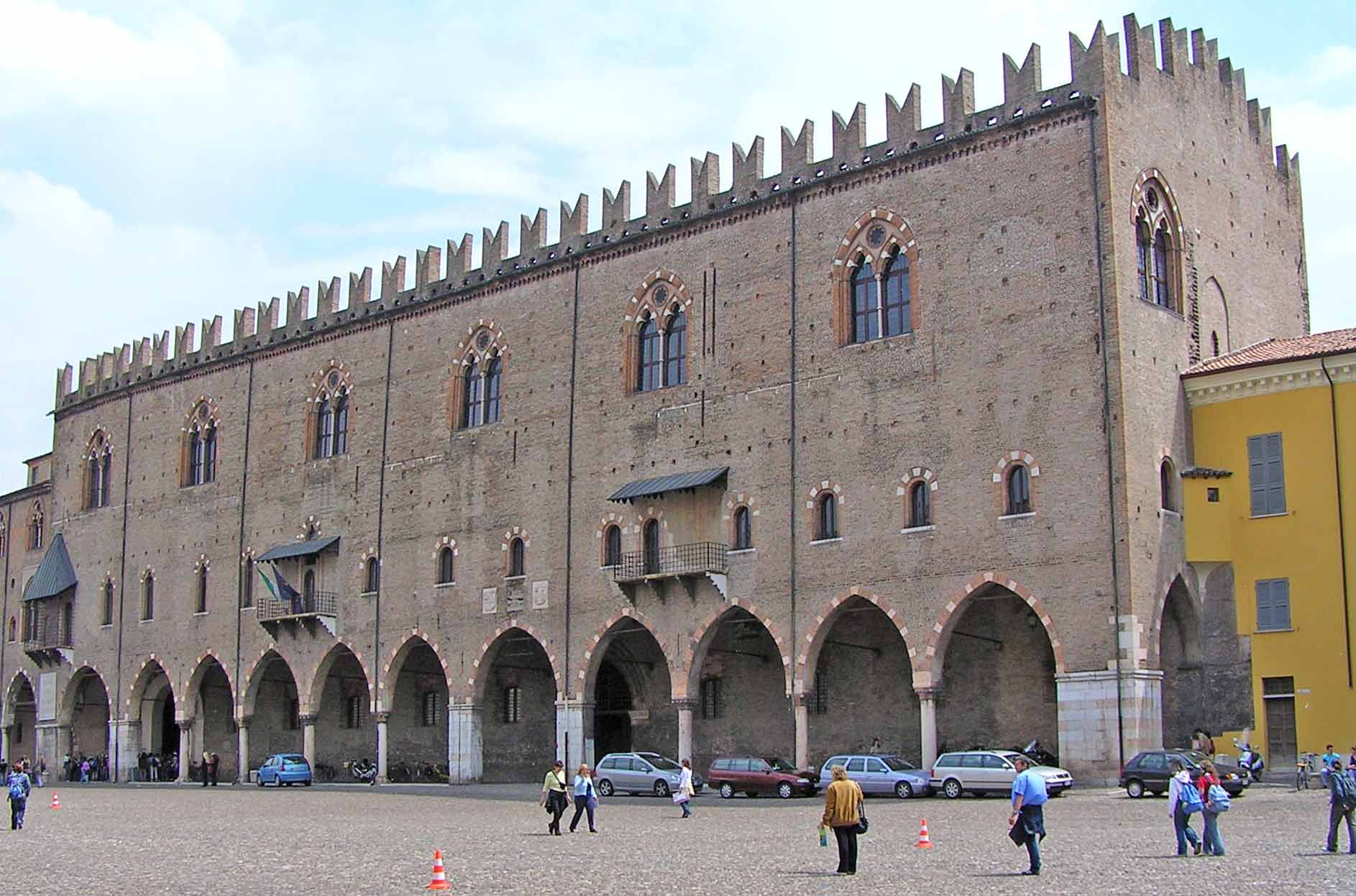
曼托瓦公爵宮

曼托瓦公爵宮（義大利語：Palazzo Ducale di Mantova）是一組位於義大利北部倫巴第大區曼托瓦的宮殿建築，主要修建於14世紀到17世紀之間。這組建築包括500多個房間，面積達34,000平方米。貢扎加家族曾在1328年至1707年期間居住在這裡，之後建築一度失修，20世紀之後重新得到修復。現在曼托瓦公爵宮作為博物館對外開放。